# 门户地区
门户地区（英語：Gateway Region）位于美国新泽西州的东北部，包括博根县、埃塞克斯县、哈德逊县、巴赛克县、联合县和米德尔塞克斯县。它是该州最为城市化的一部分，有400多万人口，并且拥有该州大部分的大城市，最初多是作为纽约都会区一部分的郊区而存在。历史上许多移民进入美国的门户埃利斯岛也位于该区，其中许多人选择留在该地区，使之成为全美国种族最多样化的地方之一。这里可能也是社会经济最多样化的地方，有全州最大的贫困区和最独特的郊区。

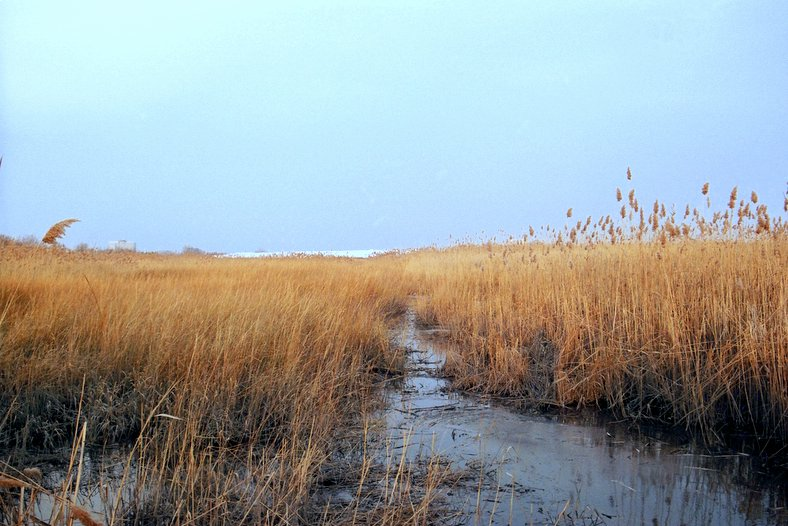
草地

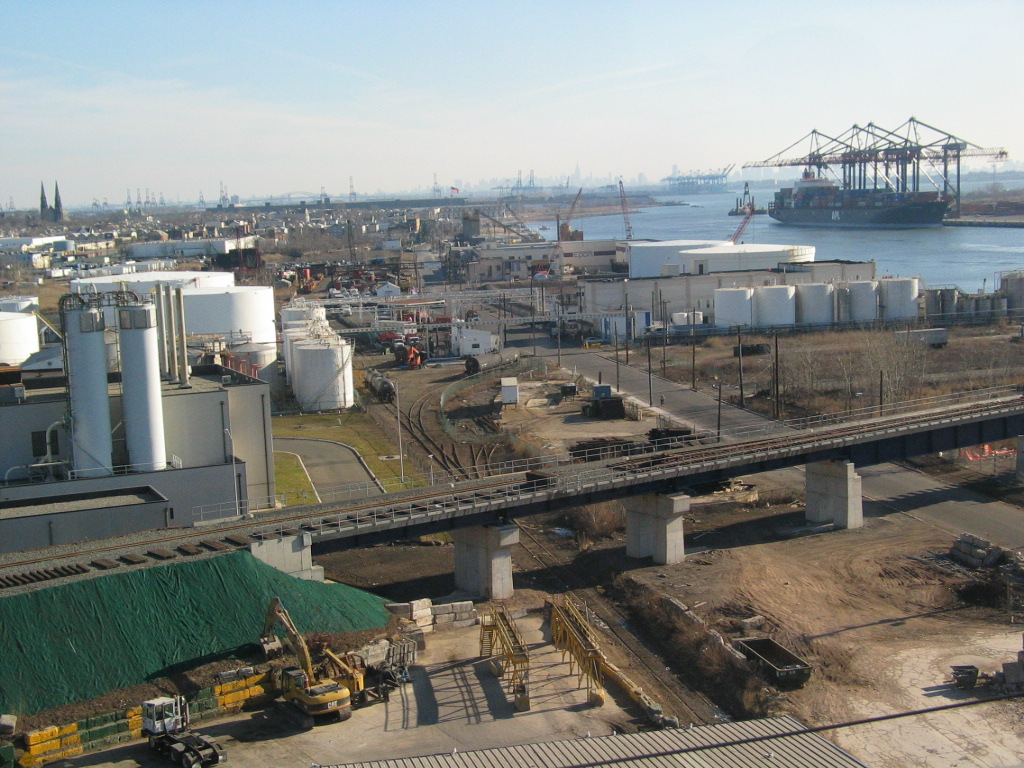
化工海岸